# OPALIN
OPALIN (англ. Oligodendrocytic myelin paranodal and inner loop protein) – білок, який кодується однойменним геном, розташованим у людей на короткому плечі 10-ї хромосоми. Довжина поліпептидного ланцюга білка становить 141 амінокислот, а молекулярна маса — 15 683.
| 10         |  | 20         |  | 30         |  | 40         |  | 50         |
| ---------- |  | ---------- |  | ---------- |  | ---------- |  | ---------- |
| MSFSLNFTLP |  | ANTTSSPVTG |  | GKETDCGPSL |  | GLAAGIPLLV |  | ATALLVALLF |
| TLIHRRRSSI |  | EAMEESDRPC |  | EISEIDDNPK |  | ISENPRRSPT |  | HEKNTMGAQE |
| AHIYVKTVAG |  | SEEPVHDRYR |  | PTIEMERRRG |  | LWWLVPRLSL |  | E          |

A: Аланін

C: Цистеїн

D: Аспарагінова кислота

E: Глутамінова кислота

F: Фенілаланін

G: Гліцин

H: Гістидин

I: Ізолейцин

K: Лізин

L: Лейцин

M: Метіонін

N: Аспарагін

P: Пролін

Q: Глутамін

R: Аргінін

S: Серин

T: Треонін

V: Валін

W: Триптофан

Задіяний у такому біологічному процесі, як альтернативний сплайсинг. 
Локалізований у клітинній мембрані, мембрані.